# 国际商场 (天津市)
国际商场是一个坐落在天津和平区滨江道商业街和南京路商业街交口的商业建筑。有A、B两栋大楼分别在滨江道两侧，始建于1986年。

## 店铺
- 星巴克
- 屈臣氏
- 哈根达斯
- 优衣库
- 必胜客
- 吉野家

## 交通
- 天津地铁一号线营口道站
- 天津地铁三号线营口道站

## 内部链接
- 滨江道商业街

## 链接
1. ↑  天津国际商场[永久]